# Cuscuta coryli
Cuscuta coryli là một loài thực vật có hoa trong họ Bìm bìm. Loài này được Engelm. mô tả khoa học đầu tiên năm 1842.